# Горная администрация

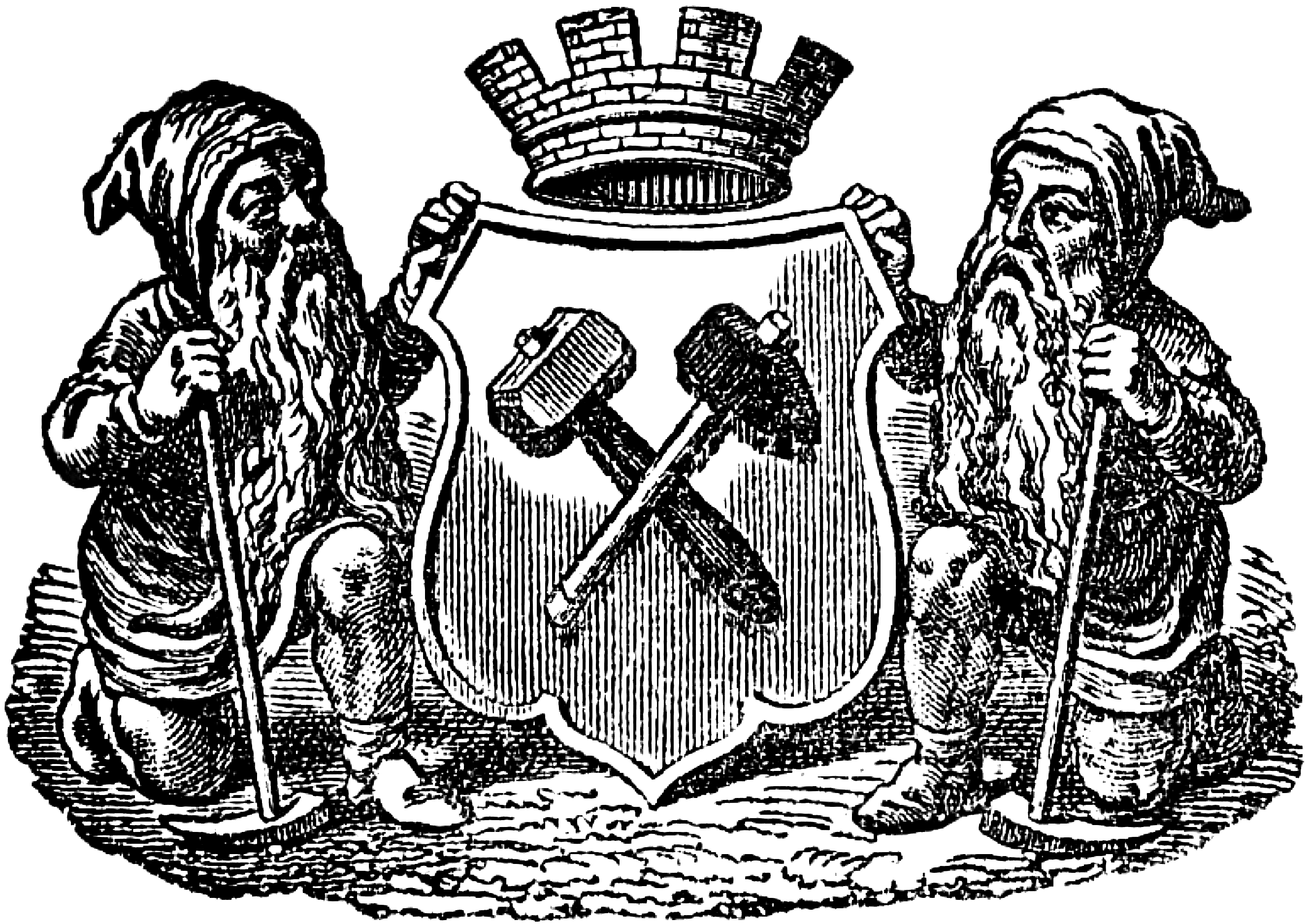
Неофициальная эмблема Горного департамента

Го́рная администра́ция — система государственного управления горнозаводской промышленностью в Российской империи.

## История

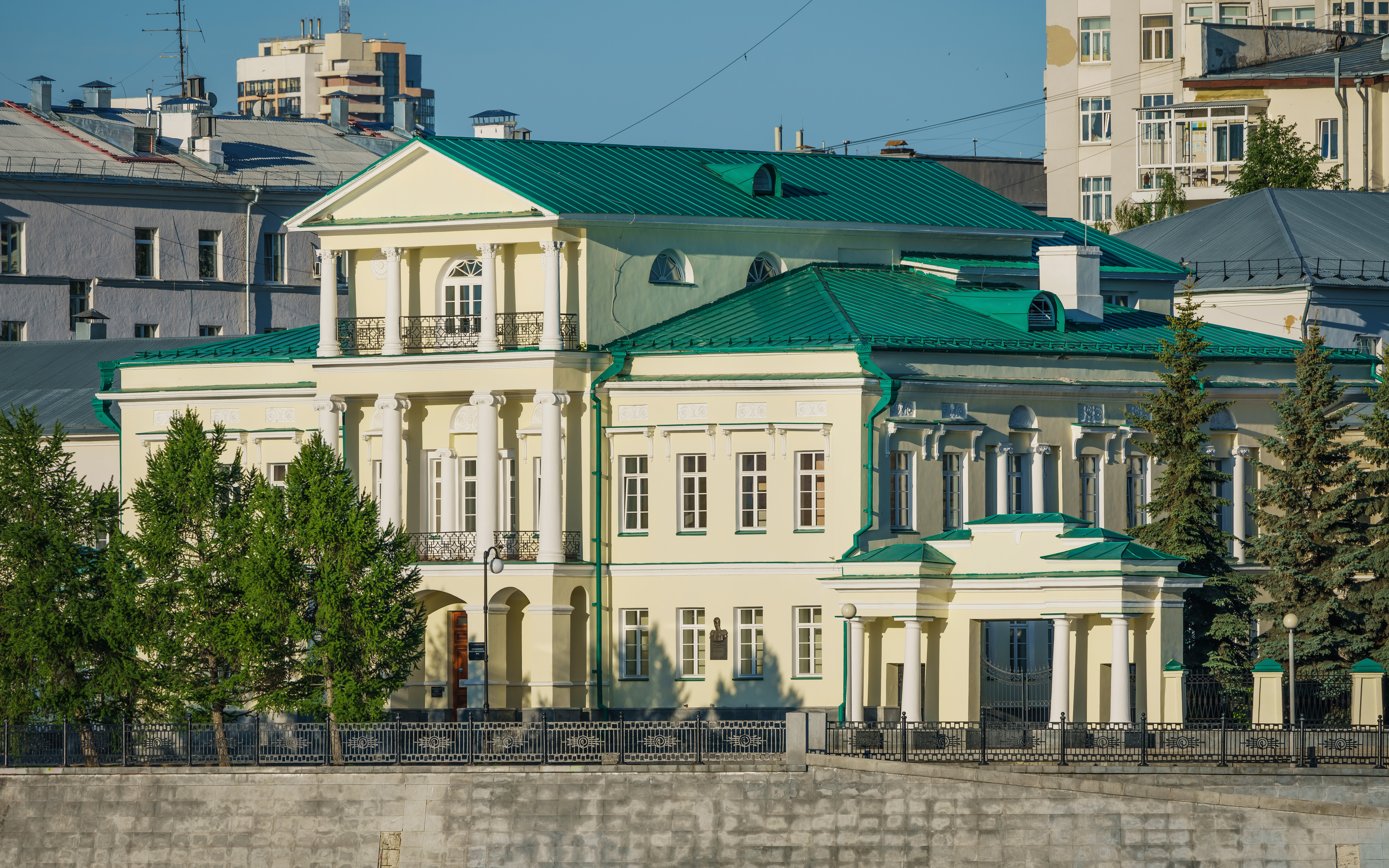
Дом Главного горного начальника в Екатеринбурге

| Наименование органа                                                                           | Годы существования | Расположение штаб-квартиры                                                                                   |
| --------------------------------------------------------------------------------------------- | ------------------ | --- |
| Канцелярия горных дел                                                                         | 1719—1721          | Уктусский завод → Екатеринбург                                                                               |
| Сибирское высшее горное начальство (Обербергамт)                                              | 1721—1723          | Уктусский завод                                                                                              |
| Сибирский обербергамт                                                                         | 1723—1734          | Екатеринбург                                                                                                 |
| Канцелярия Главного правления Сибирских, Казанских и Оренбургских заводов                     | 1734—1781          | Екатеринбург                                                                                                 |
| Горная экспедиция при Пермской губернской казенной палате                                     | 1781—1797          | Пермь |
| Канцелярия Главного правления заводов                                                         | 1797—1802          | Екатеринбург                                                                                                 |
| Екатеринбургское общее горное начальство с двумя департаментами (Пермский и Гороблагодатский) | 1802—1807          | Екатеринбург, Юговский (Пермское горное начальство) и Кушвинский (Гороблагодатское горное начальство) заводы |
| Горное правление                                                                              | 1807—1826          | Пермь |
| Горное правление                                                                              | 1826—1831          | Екатеринбург                                                                                                 |
| Уральское горное правление                                                                    | 1831—1886          | Екатеринбург                                                                                                 |
| Уральское горное управление                                                                   | 1886—1917          | Екатеринбург                                                                                                 |

### XVIII век
В разные периоды времени функции государственного управления горнозаводской промышленностью в Российской империи осуществляли разные ведомства. В 1700—1711 и в 1715—1718 годах органом горного управления был Приказ рудокопных дел, образованный 2 ноября 1700 года и до учреждения Сената подчинявшийся напрямую Императору. Его преемником стала Берг-коллегия, осуществлявшая административные функции по управлению горно-металлургической промышленностью в 1719—1731, 1742—1783 и в 1797—1807 годах. На местах Берг-коллегии подчинялись горные начальства или бергамты. В 1720 году был учреждён Казанский бергамт, в 1725 году — Пермский и Нерчинский бергамты.
С 1736 по 1742 год Берг-коллегия была заменена Генерал-берг-директориумом. В 1807 году в Министерстве финансов был учреждён Горный департамент, с 1811 по 1862 год носивший название Департамент горных и соляных дел. В 1873 году департамент был передан в структуру Министерства государственных имуществ. В период 1834—1863 годов отдельные функции управления горнозаводской промышленностью выполнял Штаб Корпуса горных инженеров.
В начале XVIII века на Урале в связи с интенсивным развитием горного дела и строительства новых заводов были созданы местные органы горного управления. В. Н. Татищев, направленный Берг-коллегией для организации горного дела, учредил Канцелярию горных дел, базировавшуюся сначала в Кунгуре, а с апреля 1721 года — на Уктусском заводе. В этом же году Канцелярия по инициативе В. де Геннина была переименована в Обербергамт или Сибирское высшее горное начальство, до 1723 года базировавшееся на Уктусском заводе, а в 1723—1734 годах — в Екатеринбурге под названием Сибирский обербергамт.
В дальнейшем главный орган уральской горной администрации подвергался относительно частым реорганизациям и переименованиям. В 1734 году под управление обербергамта в Екатеринбурге были дополнительно переданы горные заводы Казанской губернии, а с 1755 года — Оренбургской.

### XIX век
С 1802 года Горное правление было расформировано, его функции были переданы Горным начальствам: Екатеринбургскому, Гороблагодатскому (штаб-квартира в Кушвинском заводе) и Пермскому (штаб-квартира в Юговском заводе). Все горные начальства были независимыми друг от друга и подчинялись Берг-коллегии.
В 1806 году была учреждена должность Пермского и Вятского генерал-губернатора, в обязанности которого входил надзор над уральскими горными заводами. Непосредственное управление в 1806—1826 годы осуществляло Пермское горное правление. В 1826 году с переводом Горного правления в Екатеринбург была учреждена должность Главного начальника горных заводов Хребта Уральского, осуществлявшего функции администратора всех уральских горных заводов, а также командира горных батальонов и полиции. В 1831 году учреждение было переименовано в Уральское горное правление, просуществовавшее до 1917 года. Уральское горное правление, существовавшее под разными наименованиями до 1886 года, являлось коллегиальным органом, подчинявшимся председателю правления или главному командиру заводов.
Непосредственно на горных заводах и в штабах горных округов существовали местные органы горной администрации, осуществлявшие в том числе полицейские судебные и карательные функции. Горный надзор над частными горными заводами, включая посессионные, осуществляли окружные инженеры. После отмены крепостного права была ликвидирована горная стража, горные суды и горная полиция. В 1880-х годах была упразднена канцелярия главного начальника горных заводов, после чего должность горного начальника сохранилась только в казённых горных округах: Гороблагодатском, Златоустовском, Камско-Воткинском и на Пермских пушечных заводах.
После революционных событий 1917 года горная администрация в её прежнем виде была упразднена.